# Max Liebermann
Max Liebermann (20. července 1847, Berlín – 8. února 1935, Berlín) byl německý malíř.

## Život
Max Liebermann byl synem úspěšného berlínského průmyslníka židovského původu a jeho ženy Philippe roz. Hallerové. Nejprve studoval právo a filozofii, ale později se věnoval studiu malířství a kresby ve Výmaru (1868). Zde inspirován Mihály Munkácsym nalezl zálibu v naturalismu a realismu. V roce 1873 odjel do Paříže a později do Barbizonu, kde byl v kontaktu s Munkácsym, Troyonem, Daubignym, Corotem, Milletem a Édouardem Manetem.
Již v této době začal sbírat obrazy francouzských impresionistů. V letech 1874–1914 pravidelně pobýval v letním bytě v Holandsku, kde vznikla řada děl o prostém venkovském životě. Ačkoliv se přestěhoval a nějaký čas pracoval v Mnichově (1878), nakonec se vrátil do Berlína (1884), kde žil a tvořil do konce svého života. 1884 se oženil se 37letou Martou Marckwaldovou, o rok později se jim narodilo jejich jediné dítě Käthe.

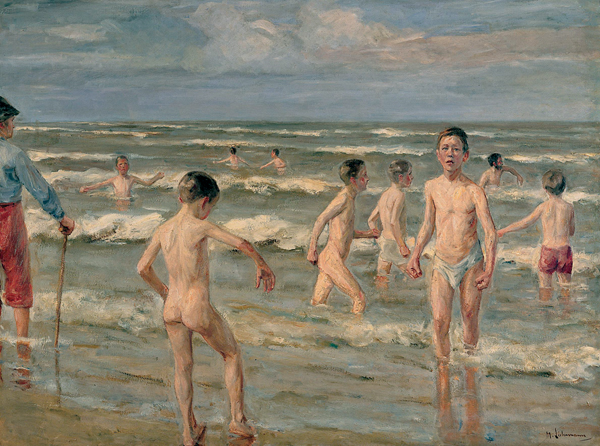
Koupající se chlapci z roku 1900

Liebermann maloval scény ze života lidí na venkově, ze svého života a své práce. Později se, společně s Lovisem Corinthem a Maxem Slevogtem, stal představitelem německého impresionismu. Využil svého zděděného majetku k vytvoření působivé sbírky prací francouzských impresionistů. Hlavním tématem pozdějších prací je život buržoazie a motivy z jeho zahrady poblíž jezera Wannsee. V Berlíně se stal známým hlavně jako portrétista, jeho práce jsou duchem podobné pracím Edouarda Maneta.
V roce 1897 byl jmenován profesorem Královské akademie v Berlíně. Mezi lety 1899–1911 se stal vůdčí osobností (spolu s Walterem Leistikowem) svého času hlavní avantgardní umělecké skupiny Berliner Secession. Od roku 1920 byl prezidentem Pruské umělecké akademie a od roku 1932 čestným prezidentem této akademie. V 1933, po převzetí moci Hitlerem, Lieberman rezignoval, protože mu bylo zakázáno dále tvořit kvůli jeho židovskému původu a zároveň proto, že se akademie rozhodla dále nevystavovat díla židovských umělců. Liebermann proslul také svým výrokem, kterým komentoval průvod nacistů oslavujících převzetí moci Adolfem Hitlerem, pochodujících skrz Braniborskou bránu: „Ich kann gar nicht so viel fressen, wie ich kotzen möchte.“ – „Nikdy bych nemohl sníst tolik, kolik se mi toho chce vyblít.“
V 1935 Liebermann zemřel po dlouhé nemoci ve věku 88 let v Berlíně. Je pohřben na berlínském židovském hřbitově Prenzlauer Berg. Pohřbu se zúčastnilo asi 80 smutečních hostí, mezi jinými se odvážil přijít slavný chirurg Ferdinand Sauerbruch, či Hans Purrmann a Käthe Kollwitzová.